# Rio Alonso
Rio Alonso är ett vattendrag i Brasilien.   Det ligger i delstaten Paraná, i den södra delen av landet, 1 000 km söder om huvudstaden Brasília.
Omgivningarna runt Rio Alonso är en mosaik av jordbruksmark och naturlig växtlighet. Runt Rio Alonso är det ganska glesbefolkat, med 35 invånare per kvadratkilometer.